# Eragrostis racemosa
Eragrostis racemosa là một loài thực vật có hoa trong họ Hòa thảo. Loài này được (Thunb.) Steud. mô tả khoa học đầu tiên năm 1854.